# Eddie Gibbs
Edward L. "Eddie" Gibbs (25 december 1908 - 12 november 1994) was een Amerikaanse jazz-banjospeler, -gitarist en -bassist.
Gibbs begon zijn loopbaan eind jaren twintig. Hij speelde toen banjo om enkele jaren later, net als vele andere banjo-collega's, over te stappen op de gitaar. Hij speelde met Wilbur Sweatman, Eubie Blake, Billy Fowler en, vanaf 1937, Edgar Hayes. Na een korte periode bij Teddy Wilson sloot hij zich in 1940 aan bij de groep van Eddie South. Hierna werkte hij lange tijd bij Dave Martin en vervolgens bij Luis Russell en Claude Hopkins. Hij leidde een trio waarmee hij in Village Vanguard speelde en was lid van het trio van Cedric Wallace. Toen in de jaren vijftig dixieland weer in was, pakte hij de banjo weer op en speelde daarmee met bijvoorbeeld Wilbur de Paris. Eind jaren vijftig was hij enige tijd actief met de bas. In de jaren zestig was dixie weer even in de mode en Gibbs volgde en koos opnieuw voor de banjo. In 1969 was hij lid van de Jazz Family van Buzzy Drootin, waarvoor hij doorgaans de bas bespeelde. In de jaren zeventig trok hij zich als actieve speler terug uit de jazz.